# کاپل (ماربورگ)
کاپل (به آلمانی: Cappel) یک منطقهٔ مسکونی در آلمان است که در ماربورگ واقع شده‌است. کاپل ۷٬۰۵۷ نفر جمعیت دارد.